# Prvenstvo Hrvatske u dvoranskom hokeju za žene 2008.
Prvenstvo Hrvatske u dvoranskom hokeju za sezonu 2008. u ženskoj konkurenciji.

## Rezultati
- 1. kolo, 6. siječnja

Viktoria - Zrinjevac 2 10:0
- 2. kolo, 6. siječnja

Zrinjevac - Viktoria 10:3
Zrinjevac i Viktoria 3 boda, Zrinjevac II bez bodova.
- 3. kolo, 12. siječnja

Zrinjevac 2 - Zrinjevac 2:9
Zrinjevac 6 bodova, Viktoria 3 boda, Zrinjevac II bez bodova.
- 4. kolo, 12. siječnja

Zrinjevac 2 - Viktoria 1:11
Zrinjevac i Viktoria po 6 bodova, Zrinjevac II bez bodova.
- 5. kolo, 19. siječnja

Viktoria - Zrinjevac 3:12

Zrinjevac 9 bodova, Viktoria 6 bodova, Zrinjevac II bez bodova.
- 6. kolo, 19. siječnja

Zrinjevac - Zrinjevac 2 10:3
Zrinjevac 12 bodova, Viktoria 6 bodova, Zrinjevac II bez bodova.
- 8. kolo, 2. veljače

Zrinjevac - Viktoria 10:1

Zrinjevac 15 bodova, Viktoria 6 bodova, Zrinjevac II bez bodova.

U izravnom susretu, Zrinjevac je osigurao naslov prvaka.
- 9. kolo, 2. veljače

Zrinjevac - Zrinjevac 2 12:1
Zrinjevac 18 bodova, Viktoria 6 bodova, Zrinjevac II bez bodova.
- 7. kolo, 3. veljače

Zrinjevac 2 - Viktoria 1:6
Zrinjevac 18 bodova, Viktoria 9 bodova, Zrinjevac II bez bodova.

## Konačni redoslijed nakon ligaškog dijela
```
Por.  Klub         Ut  Pb  N Pz  Ps:Pr  RP Bod
1. 
Zrinjevac
       6    6  0  0  63:13 +50  18
2. 
Viktoria
        6    3  0  3  34:34 + 0   9
3. Zrinjevac 2     6    0  0  6   8:58 -50   0
```

Prvakinje Hrvatske za 2008. godinu su hokejašice zagrebačkog Zrinjevca.

## Vanjske poveznice
- Hrvatski hokejski savez  Arhivirana inačica izvorne stranice od 19. veljače 2008. (Wayback Machine) Dvoransko prvenstvo Hrvatske 2008.